# King Gizzard & the Lizard Wizard
King Gizzard & the Lizard Wizard – australijski zespół rockowy założony w 2010 roku w Melbourne, w stanie Wiktoria. W skład grupy wchodzą Stu Mackenzie (wokal, gitara, instrumenty klawiszowe, flet), Ambrose Kenny-Smith (wokal, harmonijka ustna, instrumenty klawiszowe), Cook Craig (gitara, wokal), Joe Walker (gitara, wokal), Lucas Harwood (gitara basowa), Michael Cavanagh (perkusja).
Grupa znana jest z energetycznych występów na żywo oraz z etyki pracy, która umożliwiła jej wydanie piętnastu albumów studyjnych, począwszy od 2012 roku. Na początku kariery, King Gizzard & the Lizard Wizard łączyli surf-rocka, rocka garażowego i psychodelicznego. Kolejne albumy pozwalały dostrzec stopniowe rozszerzanie horyzontów gatunkowych zespołu – można na nich znaleźć elementy muzyki filmowej, progresywnego rocka, folku, jazzu, soulu, heavy metalu oraz thrash metalu.

## Historia

### Powstanie zespołu (2010)
Wszyscy członkowie King Gizzard znają się od dzieciństwa. Na początku zespół nie miał ukształtowanej formuły; była to po prostu grupa przyjaciół spotykających się na jam sesjach. Nazwa została podobno wymyślona „na poczekaniu”. Mackenzie chciał nazwać zespół „Gizzard Gizzard”, podczas gdy jeden z pozostałych muzyków obstawał przy pseudonimie Jima Morrisona – „Lizard King”. W końcu, drogą kompromisu, zdecydowano się na nazwę King Gizzard & the Lizard Wizard. Artysta Jason Galea, przyjaciel zespołu uważany czasem za ósmego członka, jest odpowiedzialny za szaty graficzne wszystkich albumów oraz za większość teledysków.

### Pierwsze minialbumy i12 Bar Bruise(2011–2012)
Pierwszy album grupy – Anglesia (2011) – został wydany jako cztero-ścieżkowa EP dostępna tylko na CD. Nazwa pochodzi od Anglesii, nadmorskiego miasteczka, w którym wychowywał się Mackenzie. Druga EP, Willoughby’s Beach, została wydana nakładem wytwórni Shock Records, 21 października 2011 roku. W recenzji, która ukazała się w Beat Magazine, płytę opisano jako „Po brzegi wypełnioną zabójczo dobrymi pomysłami”. W grudniu 2011 roku, grupa po raz pierwszy wystąpiła na festiwalu w Meredith.
Pierwszy album długogrający, zatytułowany 12 Bar Bruise, ukazał się 7 września 2012 roku. Wszystkie z 12 utworów tego albumu zostało nagranych samodzielnie – czasami przy użyciu niekonwencjonalnych metod. Na przykład wokal w piosence tytułowej nagrano na cztery iPhone’y – trzy z nich leżały w różnych częściach pokoju, do czwartego śpiewał Mackenzie.

### Eyes Like the SkyiFloat Along – Fill Your Lungs(2013)
Kolejna płyta długogrająca nosi nazwę Eyes Like the Sky, została wydana 22 lutego 2013 roku i opisywana jest jako „Klasyczny western w formie książki mówionej”. Na płycie nie występują partie śpiewane. Zamiast tego, narracja ojca jednego z członków, Brodericka Smitha, prowadzi słuchaczy przez historię o bezwzględności, morderstwach i brutalnej rzeczywistości na Dzikim Zachodzie. Narracja została napisana wspólnie przez Smitha i Stu Mackenzie. Zapytany o inspirację do napisania Eyes Like the Sky, Mackenzie odpowiedział: „Uwielbiam Westerny. Uwielbiam czarne charaktery, uwielbiam Red Dead Redemption. I ubóstwiam brudne i złe gitary”.
Trzecia płyta, Float Along – Fill Your Lungs, została wydana 27 września 2013 roku. King Gizzard dokonał pierwszej znaczącej zmiany stylu, odchodząc od klasycznie garażowego brzmienia w stronę łagodniejszego, folkowo-psychodelicznego charakteru.

### OddmentsiI’m in Your Mind Fuzz(2014)
Kolejna płyta, Oddments, została wydana 7 marca 2014 roku. 12 utworów tego albumu ukazuje bardziej melodyjne oblicze zespołu, a wokal Mackenziego jest bardziej wyeksponowany. O Oddments czasem żartobliwie mówi się, że zostało „nagrane na mikrofon w wełnianej skarpecie”.
Piąty album, I'm in Your Mind Fuzz, został wydany 31 października 2014 roku. Teksty na tym 10-ścieżkowym albumie zawierają elementy fantasy i często skupiają się na „kontroli umysłu”. Była to pierwsza okazja, kiedy muzycy przyjęli „tradycyjne” podejście do pisania i nagrywania albumu; utwory zostały napisane i nagrane przez wszystkich członków w tym samym czasie w studio. W recenzji serwisu Pitchfork wyrażono pochlebne opinie na temat płyty, stwierdzając, że „zaczyna się sprintem”, a kończy „jednymi z najlepszych spokojnych jamów zespołu”.

### Quarters!iPaper Mâché Dream Baloon(2015)
Quarters!, szósty album King Gizzard, został wydany 1 maja 2015 roku. Album podzielony jest na cztery części (utwory), z których każdy trwa po dziesięć minut i dziesięć sekund. Oparte na fuzji jazzu z rockiem i acid rockiem, spokojniejsze brzmienie albumu uważano za powiew świeżości w twórczości KGATLW. Australijski portal Tonedeaf streścił Q! jako „album, bardzo ‘kołyszący’; zamiast tracić obuwie w moshu spokojnie ruszasz biodrami”.
Jeszcze tego samego roku – dokładnie 13 listopada – grupa wydała swój siódmy album, Paper Mâché Dream Baloon – płytę „niekoncepcyjną”, zawierającą wyłącznie piosenki akustyczne i nagraną na farmie rodziców Mackenziego. PMDB to „zestaw krótkich, niepowiązanych ze sobą piosenek”; „miękka psychodela bez przesterów”. Do jednej z piosenek tej płyty – utworu „Trapdoor” – nagrano również teledysk. PMDB był pierwszym albumem grupy, który ukazał się w USA, nakładem Ato Records.

### Nonagon Infinity(2016)
Ósmy album, Nonagon Infinity wydano 29 kwietnia 2016 roku. Mackenzie opisał płytę jako „nieskończenie grającą” – Nonagon to dziewięć piosenek wykorzystujących wspólne motywy, z których każda niepostrzeżenie przechodzi w kolejną, łącznie z ostatnim utworem, łączącym się z powrotem z pierwszymi dźwiękami płyty, tworząc „dźwiękową Wstęgę Möbiusa”. 8 marca tego samego roku grupa wydała klip do pierwszego singla, „Gamm Knife”, kończącego się riffem z „People Vultures” – kolejnej piosenki albumu, a zarazem drugiego singla, który zadebiutował 4 kwietnia, a do którego teledysk opublikowano 6 maja. Album pozostaje jedną z najlepiej ocenianych przez krytyków płyt King Gizzard. Pitchfork pisał, że NI „zawiera jedne z najbardziej niedorzecznych, a zarazem upajająco radosnych rock’n’rollowych motywów ostatnich lat”. W 2016 roku KG&TLW zdobyli swą pierwszą nagrodę – Nonagon Infinity zwyciężyło w kategorii najlepszej piosenki hardrockowej/heavi metalowej podczas ARIA Music Awards.

### Pięć albumów w jeden rok (2017)
Dziewiąty album, Flying Microtonal Banana, został nagrany we własnym studio grupy i wydany 24 lutego 2017 roku. Pierwotnie, Stu na płycie miał używać sazu (tureckiego instrumentu strunowego z ruchomymi progami) – ostatecznie jednak, zdecydowano się na użycie zmodyfikowanych gitar, których progi znajdowały się w niestandardowych miejscach. Flying Microtonal Banana opisywano jako „ekscytującą interpretacją muzyki mikrotonowej”. Premierę płyty wspierały trzy single: „Rattlesnake” (premiera w październiku 2016), „Nuclear Fusion” (grudzień 2016) oraz „Sleep Drifter” (styczeń 2017). Grupa wydała też teledysk do pierwszego z singli, stworzony przez wspomnianego Jasona Galea.
Kolejny album, Murder of the Universe, został wydany 23 czerwca 2017 roku. Członkowie zespołu opisali tę płytę jako „album koncepcyjny, który położy kres albumom koncepcyjnym”. Cała płyta podzielona jest na 3 rozdziały: The Tale of the Altered Beast; Lord of Lightning vs Balrog (opublikowany w całości 30 maja 2017 r.) i Han-Tyumi and the Murder of the Universe, wydany 11 kwietnia 2017 roku. Album podzielony jest na piosenki z tekstem śpiewanym i narrację piosenkarki Leah Senior w pierwszych dwóch rozdziałach; w rozdziale trzecim, narracja prowadzona jest przez syntezator mowy. Jeszcze przed premierą MOTU King Gizzard zadebiutowali w telewizji w USA, 17 kwietnia występując z piosenką „Lord of Lightning” w programie Conan w stacji TBS.
Trzecim albumem 2017 roku był Sketches of Brunswick East, nagrany przy współpracy z Alexem Brettinem, znanym z psychodeliczno-jazzowego projektu Mild High Club, i wydany 18 sierpnia 2017 roku. Sketches jest jazzowym albumem improwizowanym, luźno zainspirowanym płytą Milesa Davisa z 1960 roku, Sketches of Spain, jak również codziennością w Brunswick East – przedmieściu Melbourne, w którym znajduje się siedziba zespołu. Według Mackenziego, płyta mogła być „interpretacją globalnych zmian zachodzących na świecie i próbą znalezienia piękna w miejscu, w którym spędzamy tyle czasu”.

Mieliśmy sporo niepasujących do siebie piosenek; nie dało się tego ułożyć w sensowną całość. Postanowiliśmy więc je pogrupować – wyszło z tego pięć albumów. Nonagon Infinity kosztowało nas bardzo dużo pracy w 2015 i '16 r. Byliśmy bliscy wypalenia – jeśli nie wręcz pozabijania się nawzajem. Odpoczęliśmy więc trochę. I nagle, z tej bezczynnej pustki, zaczęły nas nachodzić przypadkowe, niepowiązane pomysły na piosenki. Później po prostu pracowaliśmy nad każdą płytą po kolei.

Dwunasty album studyjny, Polygondwanaland, został wydany 17 listopada 2017 roku – wolny od wszelkich praw autorskich. Grupa zaapelowała do fanów i niezależnych wytwórni płytowych, aby te tworzyły własne wydania Poly, stwierdzając, że „[Polygondwanaland] jest DARMOWY. Darmowy w sensie wolny. Pobierzcie za darmo i rozdawajcie darmowe kopie jeśli macie ochotę. Nagrywajcie kasety, płyty CD, tłoczcie winyle… Marzył ktoś z Was o własnej wytwórni? No więc teraz świetna jest okazja. Zatrudnijcie kumpli, nagrywajcie płyty i pakujcie w pudełka. Nie jesteśmy właścicielami tej płyty – Wy nimi jesteście. Śmiało – dzielcie się nią i bawcie się dobrze”. Do promocji albumu wykorzystano singiel „Crumbling Castle”, który ukazał się 18 października 2017 roku. Teledysk autorstwa Jasona Galea opublikowano tego samego dnia na YouTube.
7 grudnia 2017 roku Mackenzie stwierdził, że piąty album 2017 roku będzie wydany „bardzo, bardzo późno”. Niecały tydzień później ukazały się dwa single: „All is Known”, który można było już usłyszeć kilka razy na koncertach, oraz „Beginner’s Luck”, piosenka zupełnie nowa. 30 grudnia, grupa ogłosiła na Facebooku, że Gumboot Soup, ich ostatni album tego roku, ukaże się nazajutrz. Mckenzie wyjaśnił w wywiadzie, że piosenki na Gumboot Soup to „nie są żadne B-sides, czy coś w tym guście. To po prostu kawałki, które niespecjalnie pasowały do koncepcji pozostałych czterech płyt, albo zostały napisane trochę później”.

### Wznowienie wydań,Fishing for FishiesiInfest the Rats’ Nest(2018–2019)
W 2018 grupa kontynuowała koncertowanie, nie wydając przy tym żadnego nowego materiału. Zamiast tego wznowione zostały wydana pięciu starszych albumów grupy – Willoughby’s Beach EP (2011), 12 Bar Bruise (2012), Eyes Like the Sky (2013), Float Along – Fill Your Lungs (2013) i Oddments (2014) na płytach CD i winylach. Wypuszczone zostało także oficjalne wydanie Polygondwanaland (2017).
1 lutego 2019 roku zespół udostępnił teledysk do utworu „Cyboogie” i wydał go (wraz z utworem „Acarine”) jako singiel promujący ich nowy album. 11 marca zespół potwierdził przecieki i zapowiedział, że nowy album, Fishing for Fishies, będzie wydany 26 kwietnia 2019 roku. Dzień później zespół udostępnił teledysk do tytułowego utworu. Do premiery albumu zespół udostępnił także kolejny utwór – Boogieman Sam (28 marca).
Album wydany 26 kwietnia 2019 roku porusza tematy związane z ochroną środowiska i niszczeniem planety przez ludzi. Utrzymany jest w klimatach folk rocka, blues rocka, boogie rocka, rocka progresywnego i psychodelicznego. Frontman Stu Mackenzie wypowiedział się na temat albumu: „Próbowaliśmy zrobić bluesowe nagranie. Coś w stylu blues-boogie-coś-takiego, ale utwory zdawały się z nami walczyć – albo to my walczyliśmy z nimi. W końcu jednak pozwoliliśmy utworom tym razem nas pokierować; pozwoliliśmy im mieć swoje własne osobowości i wydeptać sobie swoje własne ścieżki. Ścieżki światła, ścieżki mroku. To zbiór utworów, które przeszły dziką drogę transformacji.” Album został w większości ciepło przyjęty przez krytyków, na Metacritic otrzymał ocenę 73, na AllMusic 4/5, gorzej został natomiast przyjęty przez recenzentów Pitchfork (4.8/10).
W międzyczasie, 9 kwietnia 2019 roku, zespół udostępnił utwór „Planet B” wraz z teledyskiem. Piosenka nie znajdowała się na znanej wtedy liście utworów albumu Fishing for Fishies. Utwór odbiegał od dotychczasowej twórczości zespołu, został nagrany w klimatach thrash metalu. 29 maja 2019 roku wydany został kolejny utwór z teledyskiem – „Self-Immolate”, utrzymany w podobnym stylu, co „Planet B”. 18 czerwca została potwierdzona nazwa najnowszego albumu – Infest the Rats’ Nest, a 20 czerwca została podana data jego wydania – 16 sierpnia 2019 roku. 25 czerwca 2019 roku udostępniono kolejny utwór z albumu – „Organ Farmer”, w nagrywaniu teledysku uczestniczyli fani zespołu.
Infest the Rats’ Nest stał się jednym z najpopularniejszych albumów zespołu. Zarówno teksty, jak i teledyski (podobnie jak na poprzednim albumie) mówiły o problemach związanych z globalnym ociepleniem i degradacją środowiska – jednocześnie klipy cechowała stylistyka odmienna od większości poprzednich – były bardziej realistyczne, nakręcone w szerszych kadrach i zawierały brutalne sceny śmierci wszystkich członków zespołu („Planet B”), czy płonących ludzi („Self-Immolate”). Stu Mackenzie powiedział w wywiadzie: „Teledyski nagraliśmy z Johnem Stewartem, który miał podobne obserwacje co ja (…); interesujące w ludziach jest to, że spadamy w przepaść jednocześnie się śmiejąc”.
Na oficjalnym AMA (ang. Ask Me Anything) zespołu, 30 kwietnia 2019 roku, Mackenzie powiedział o planach wydania drugiej części Eyes Like the Sky, zawierającej nową historię napisaną przez Brodericka Smitha.

## Członkowie zespołu

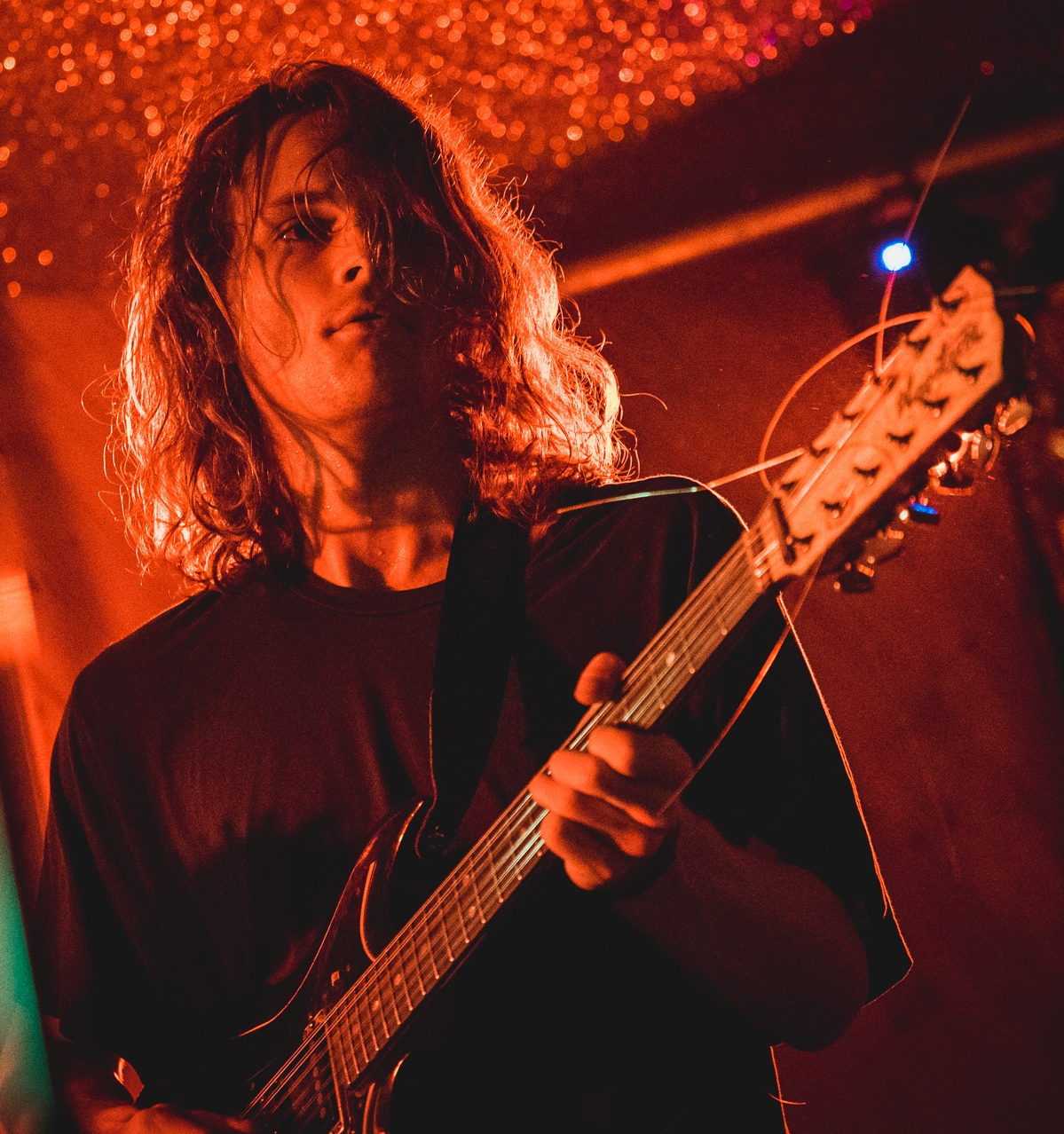
Frontman Stu Mackenzie

- Stu Mackenzie – gitara, wokal, flet, instrumenty klawiszowe, surma, syntezatory, klarnet, saksofon, sitar, bas, perkusjonalia;
- Ambrose Kenny Smith – wokal, harmonijka ustna, instrumenty klawiszowe, syntezatory, perkusjonalia, gitara;
- Joey Walker – gitara, wokal, instrumenty klawiszowe, bas, setar;
- Cook Craig – gitara, instrumenty klawiszowe, bas, wokal;
- Lucas Harwood – bas, instrumenty klawiszowe, wokal;
- Michael Cavanagh – perkusja, perkusjonalia.

## Dyskografia

### Studyjne albumy
| Tytuł                                                                               | Szczegóły | Najwyższa pozycja na liście |
| Tytuł                                                                               | Szczegóły | AUS                         |
| ----------------------------------------------------------------------------------- | --- | --------------------------- |
| 12 Bar Bruise                                                                       | - Premiera: 7 września 2012 - Wytwórnie: Flightless Records (FLT001) - Formaty: CD, LP                                                        | –                           |
| Eyes Like the Sky                                                                   | - Premiera: 22 lutego 2013 - Wytwórnie: Flightless Records (FLT005) - Formaty: CD, LP                                                         | –                           |
| Float Along – Fill Your Lungs                                                       | - Premiera: 27 września 2013 - Wytwórnie: Flightless Records (FLT006), Dot Dash Recordings (DASH024CD) - Formaty: LP, CD                      | –                           |
| Oddments                                                                            | - Premiera: 7 marca 2014 - Wytwórnie: Flightless Records (FLT009) - Formaty: CD, LP                                                           | –                           |
| I’m in Your Mind Fuzz                                                               | - Premiera: 31 października 2014 - Wytwórnie: Flightless Records (FLT012), Heavenly Records (HVNLP109CD) - Formaty: CD, LP                    | 85                          |
| Quarters!                                                                           | - Premiera: 1 maja 2015 - Wytwórnie: Flightless Records (FLT015), Heavenly Records (HVNLP114) - Formaty: CD, LP                               | 99                          |
| Paper Mâché Dream Balloon                                                           | - Premiera: 13 listopada 2015 - Wytwórnie: Flightless Records (FLT023CD), Heavenly Records (HVNLP124) - Formaty: CD, LP                       | 89                          |
| Nonagon Infinity                                                                    | - Premiera: 29 kwietnia 2016 - Wytwórnie: Flightless Records (FLT025CD), Heavenly Records (HVNLP127), ATO Records (AT00301) - Formaty: CD, LP | 19                          |
| Flying Microtonal Banana                                                            | - Premiera: 24 lutego 2017 - Wytwórnie: Flightless Records, Heavenly Records, ATO Records - Formats: CD, LP                                   | 2                           |
| Murder of the Universe                                                              | - Premiera: 23 czerwca 2017 - Wytwórnie: Flightless Records, Heavenly Records, ATO Records - Formaty: CD, LP                                  | 3                           |
| Sketches of Brunswick East (by King Gizzard & the Lizard Wizard and Mild High Club) | - Premiera: 18 sierpnia 2017 - Wytwórnie: Flightless Records, Heavenly Records, ATO Records - Formaty: CD, LP                                 | 4                           |
| Polygondwanaland                                                                    | - Premiera: 17 listopada 2017 - Wytwórnie: Flightless Records - Formaty: do pobrania za darmo w formatach cyfrowych; LP, CD                   | –                           |
| Gumboot Soup                                                                        | - Premiera: 31 grudnia 2017 - Wytwórnie: Flightless Records - Formaty: CD, LP                                                                 | 6                           |
| FIshing for Fishies                                                                 | - Premiera: 26 kwietnia 2019 - Wytwórnie: Flightless Records, - Formaty: CD, LP                                                               | 4                           |
| Infest the Rats’ Nest                                                               | - Premiera: 16 sierpnia 2019 - Wytwórnie: Flightless Records - Formaty: CD, LP                                                                | 2                           |